# Kees Schouhamer Immink
Kees Schouhamer Immink (n. 18 decembrie 1946, Rotterdam, Țările de Jos) este un inginer electronist, cunoscut drept coinventator al compact discului, dvd-ului și discului blu-ray. A primit în 2017 Medalia de Onoare IEEE.